# Johann Pering
Johann Pering (bzw. Johannes Peringius oder auch Johann op Wederich, * um 1480 in Büderich; † nach 1541) war ein deutscher Humanist und Lehrer. Er trug den akademischen Grad eines Magisters.

## Leben
Pering stammte vom Gut Wederich, das zu Büderich gehörte, und besuchte als Schüler des Alexander Hegius die Schule der Brüder vom gemeinsamen Leben in Deventer. 1498 wurde er in Köln immatrikuliert. Nach seinem Magisterexamen war er zunächst als Lehrer an der Schola Paulina zu Münster tätig, wo er 1512 als Nachfolger des Johannes Murmellius Konrektor wurde. Von 1518 bis 1520, von 1522 bis 1532 und von 1535 bis 1539 war er Rektor der städtischen „Großen Schule“ in Wesel. Zwischen 1522 und 1525 war Adolf Clarenbach sein Konrektor. Zu seinen Schülern zählte u. a. Reiner Solenander, der spätere Leibarzt Wilhelms des Reichen.
Ab 1540 galt sein Wirken der Ausbildung der Chorschüler im Kloster Werden.
Peringius war ein begeisterter Humanist und stark an der Verbreitung der hebräischen Sprache interessiert. Er stand im regen Kontakt mit Konrad Heresbach.

## GedichtBitte um Abwehr der Pest
Als Nachruf auf die der Pest zum Opfer gefallenen Freunde Murmellius und Johannes Aedicollius verfasste er das Gedicht Bitte um Abwehr der Pest in asklepiadeischen Versen:
Murmellum mihi sic tempore florido,

Ut quidam referunt, abstulit (sc. pestilentia), alterum

Me nec non animae dimidium meae,

Praeclarum sophiae qui specimen fuit.

Haec arctoque mihi foedere deditum

Insignem sophiae et moribus integrum

Ioannem eripuit sic Edicollium,

Longo qui docuit tempore litteras.

## Werke
- Exhortatio studiosae iuventutis ad linguam hebraicam in frequenti scholasticorum coetu habita, quum auspicaturus esset hebraicae linguae rudimenta.
- Ex tribus Laurentii Vallae de verbo bono libris quaedam familiares orationes. Köln 1517.